# Fernand Rigaux
Fernand Rigaux (* 1905; † 21. September 1962) war ein belgischer Astronom.
Er forschte an der Königlichen Sternwarte von Belgien in Uccle. Zusammen mit seinem Kollegen Sylvain Julien Victor Arend gelang ihm dabei 1951 die Entdeckung des Kometen 49P/Arend-Rigaux. Darüber hinaus entdeckte er acht Asteroiden.
Am 25. Dezember 2012 wurde auf Vorschlag des niederländischen Astronomen Willem Fröger ein von Rigaux 1933 entdeckter Asteroid nach ihm benannt: (19911) Rigaux.
| (1292) Luce    | 17. September 1933 |
| (1378) Leonce  | 21. Februar 1936   |
| (1458) Mineura | 1. September 1937  |
| (1555) Dejan   | 15. September 1941 |
| (3280) Grétry  | 17. September 1933 |
| (4908) Ward    | 17. September 1933 |
| (7000) Curie   | 6. November 1939   |
| (19911) Rigaux | 26. März 1933      |